# Tachina angulata
Tachina angulata là một loài ruồi trong họ Tachinidae.